# Grzegorz Wojtkowiak
Grzegorz Wojtkowiak, född 26 januari 1984, är en polsk fotbollsspelare som spelar för Lechia Gdańsk.
Han var uttagen i Polens trupp vid fotbolls-EM 2012.